# Штанц-им-Мюрцталь
Штанц-им-Мюрцталь (нем. Stanz im Mürztal) — коммуна в Австрии, в федеральной земле Штирия.
Входит в состав округа Брук-Мюрццушлаг. Площадь коммуны составляет 76,95 км², население — 1836 человек (1 января 2021), плотность населения — 24 чел./км². Официальный код — 62132.

## География

### Географическое положение
Штанц-им-Мюрцталь расположен в Штанцале, боковой долине Мюрцталя, к югу от коммуны Киндберг. Река Штанцбах, протекающая через территорию коммуны, впадает в Мюрц, северо-восточный приток Мура.
Территория коммуны включает водосборные бассейны Брандшетбах, Фохницбах и Поссеггбах.
Самая низкая точка Штанц-им-Мюрцталя находится на северо-западе и имеет высоту чуть более 600 метров. В остальном коммуна в основном окружена горами:
- На западе: Шафберг (946 м), Серкогель (1240 м), Эбеншлаг (1545 м)
- На юге: Хохшлаг (1580 м), Рещенкогель (1350 м), Байсенкогель (1379 м), Файхткогель (1443 м), Айбельхёэ (1449 м)
- На востоке: Фюрсткогель (1435 м), Брайтегкогель (1346 м) и Шанцзаттель (1170 м)
- На севере: Хойберг (1406 м), Хохпюрштлинг (1491 м), Штанглальпе (1490 м), Вольфсеггеркогель (1138 м)

Территория коммуны имеет площадь 76.73 км². Из них 82 процента покрыты лесами и 15 процентов используются для сельского хозяйства.

## Административно-территориальное деление
Территория коммуны включает одиннадцать населенных пунктов (нем. Ortschaft) (в скобках указано количество жителей на 1 января 2021 года):
- Брандстатт (238)
- Диккенбах (54)
- Фладенбах (61)
- Фохниц (24)
- Холлерсбах (111)
- Поссегг (31)
- Реч (47)
- Зонберг (332)
- Штанц-им-Мюрцталь (774)
- Трасниц (60)
- Унтеральм (104)

В состав коммуны также входит шесть кадастровых общин (нем. Katastralgemeinden) (в скобках указана площадь на 2016 год):
- Брандстатграбен (1283.99 га)
- Диккенбах (1234.89 га)
- Фохниц (1484.22 га)
- Холлерсбах (807.39 га)
- Поссегг (1604.33 га)
- Штанц (1280.85 га)

### Соседние коммуны
| С-З |                      | Санкт-Барбара-им-Мюрцталь | Криглах       | С-В |
| З   | Киндберг             | Роза ветров               | Фишбах (Вайц) | В   |
| Ю-З | Брайтенау-ам-Хохланч |                           | Газен (Вайц)  | Ю-В |

## Экономика
Штанц-им-Мюрцталь — сельскохозяйственная коммуна. Из 132 ферм, расположенных на её территории в 2010 году, 49 работали на постоянной основе. Они обрабатывали 55 процентов земли.
В произведственной сфере 13 человек были заняты в строительстве, и 11 в производстве товаров.
Основными секторами в сфере услуг были торговля (37 человек), гостиничный бизнес (33 человека), социальные и коммунальные услуги (31 человек).
| Сектор экономики            | Количество предприятий | Количество предприятий | Количество работников | Количество работников |
| Сектор экономики            | 2011                   | 2001                   | 2011                  | 2001                  |
| --------------------------- | ---------------------- | ---------------------- | --------------------- | --------------------- |
| Сельское и лесное хозяйство | 132                    | 136                    | 103                   | 108                   |
| Производство                | 13                     | 12                     | 24                    | 62                    |
| Оказание услуг              | 63                     | 43                     | 141                   | 139                   |

## Политическая ситуация
Бургомистр коммуны — Friedrich Pichler (BI) по результатам выборов 2015 года.
Совет представителей коммуны (нем. Gemeinderat), по результатам выборов 2020 года, состоит из 15 мест.
- BI занимает 7 мест.
- СДПА занимает 6 мест.
- АНП занимает 2 места.

История результатов муниципальных выборов:
| Партия | 2020            | 2020    | 2015  | 2015    | 2010  | 2010    | 2005  | 2005    |
| Партия | Процент голосов | Мандаты | %     | Мандаты | %     | Мандаты | %     | Мандаты |
| ------ | --------------- | ------- | ----- | ------- | ----- | ------- | ----- | ------- |
| BI     | 46,50           | 7       | 34,63 | 6       |       |         |       |         |
| СДПА   | 38,05           | 6       | 45,78 | 7       | 53,15 | 8       | 65,35 | 10      |
| АНП    | 15,45           | 2       | 14,90 | 2       | 39,10 | 6       | 32,88 | 5       |
| АПС    |                 |         | 4,68  | 0       | 7,75  | 1       | 1,77  | 0       |